# When I Paint My Masterpiece
«When I Paint My Masterpiece» es una canción del músico estadounidense Bob Dylan. La canción fue originalmente grabada por el grupo norteamericano The Band, quien publicó una primera versión en el álbum de estudio Cahoots (1971).
A posteriori, Dylan grabó otra versión incorporada en el álbum recopilatorio Bob Dylan's Greatest Hits Vol. II, unida a la canción «Tomorrow is a Long Time». Dylan y The Band interpretaron la canción conjuntamente en un concierto ofrecido el día de Nochevieja de 1971. Aunque gran parte de las canciones del concierto fueron publicadas un año después en el álbum en directo Rock of Ages, la grabación de «When I Paint My Masterpiece» no vio la luz hasta la reedición del álbum en 2001.
La canción es un ejemplo de la capacidad de rotación de los miembros de The Band en distintos instrumentos: así, Levon Helm tocó la mandolina en lugar de la batería, instrumento que tocó Richard Manuel en la grabación.

## Versiones
«When I Paint My Masterpiece» fue frecuentemente interpretada por Grateful Dead a lo largo de su carrera, y la canción fue incorporada a menudo en la lista de canciones de numerosos conciertos. Aunque el vocalista Bob Weir interpretaba la voz principal cuando la tocaba con el grupo, Jerry Garcia comenzó a tocar la canción en 1972 con Merl Saunders y John Kahn, quienes formaron parte de la Jerry Garcia Band.
Chris Whitley grabó una versión blues de la canción en su último álbum, Dislocation Blues, publicado en 2005. Por otra parte, Elliott Brood interpretó «When I Paint My Masterpiece» en el programa de la CBC Radio Up Close.

## Personal
- Rick Danko: bajo
- Levon Helm: mandolina y voz
- Richard Manuel: batería
- Garth Hudson: acordeón
- Robbie Robertson: guitarra